# Marek Gałązka

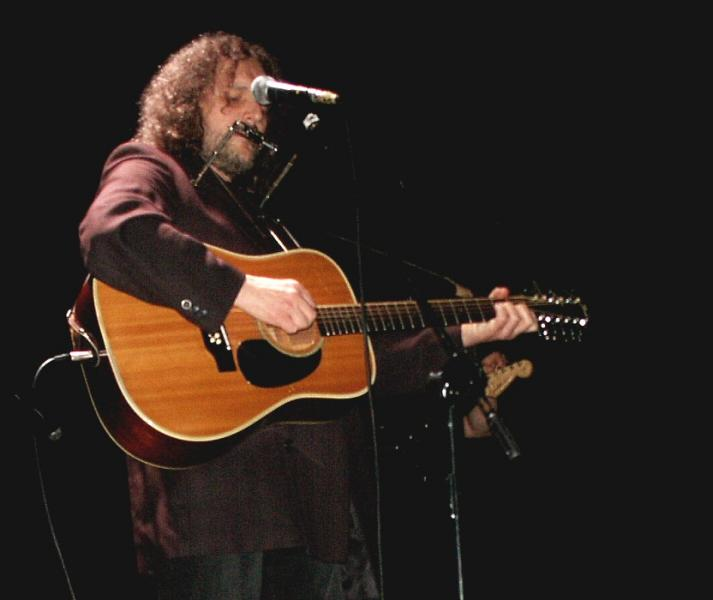
Marek Gałązka – koncert w Teatrze Nowym w Warszawie 2004

Marek Gałązka (ur. 17 lutego 1954 w Szczecinie) – poeta, kompozytor, gitarzysta, popularyzator twórczości Stachury, interpretator i wykonawca piosenek do jego wierszy (już na studiach zaczął wykonywać przy akompaniamencie gitary akustycznej wiersze Stachury).

## Życiorys
Absolwent pedagogiki w zakresie pracy kulturalno-oświatowej Uniwersytetu Wrocławskiego (1978).
Instruktor teatralny w Oleckim Ośrodku Kultury (1979-1984), gdzie założył Teatr AGT (debiutujący w marcu 79 spektaklem Wędrowanie według poezji Stachury).
Założyciel grupy balladowej Po Drodze (październik 80), której nazwa nawiązywała do nieustającej wędrówki człowieka w poszukiwaniu siebie i swego miejsca. Miesiąc później zespół wystąpił na Jesieni z Bluesem w Białymstoku u boku Martyny Jakubowicz i Stanisława Sojki, a w 1981 zdobył nagrodę Ministra Kultury i Sztuki za wartościowy debiut podczas Ogólnopolskich Spotkań Zamkowych Śpiewajmy poezję w Olsztynie. Po Drodze zaczęło grać koncerty w całej Polsce, a po prezentacji w TVP pojawiły się propozycje nagrania płyty. Jednak stan wojenny pokrzyżował plany i zespół przestał istnieć w 1983.
Marek Gałązka reaktywował Po Drodze w 1993. W następnych latach grupa koncertowała nie tylko w całej Polsce (m.in. w Olsztynie podczas Spotkaniach Śpiewajmy Poezję, 93), ale również poza granicami (m.in. w Londynie, Hamburgu, Kownie, Budapeszcie, Sofii, Grenoble). Zespół nagrał płytę Marek Gałązka i grupa Po Drodze (2000) i w 2001 rozwiązał się.
Występował w warszawskim Teatrze Adekwatnym w spektaklu Za życie zuchwałe według Stachury (1982-1985), a z okazji 20. rocznicy śmierci poety zorganizował projekt 20 lat później, czyli spotkania z Edwardem Stachurą w mieście O.
Prowadził Akademicki Ośrodek Teatralny na Uniwersytecie Gdańskim (1984-86). Od 1994 współtworzył (będąc jednocześnie dyrektorem artystyczno-programowym) Przystanek Olecko. Od 2004 jest Dyrektorem Regionalnego Ośrodka Kultury w Olecku. W 2006 r. otrzymał medal „Zasłużony dla Warmii i Mazur”.
6 maja 2006 r. Marek Gałązka przedłużył dyrektorski kontrakt menadżerski w Regionalnym Ośrodku Kultury w Olecku z Burmistrzem Olecka Wacławem Olszewskim. W tym samym miesiącu ukazały się płyta przy współpracy Tymona Tymańskiego „Tu Stacja Sopot” oraz płyta „Piosenki Edwarda Stachury Śpiewa Marek Gałązka”.
W 2007 roku Marek Gałązka został odznaczony Brązowym Medalem „Zasłużony Kulturze Gloria Artis”.
1 lutego 2008 r. Marek Gałązka rozwiązał kontrakt z burmistrzem Olecka, dotyczący wykonywania funkcji dyrektora Regionalnego Ośrodka Kultury w Olecku. Założył Agencję Artystyczną pod nazwą „Północna Agencja Artystyczna Marek Gałązka” i rozpoczął własną działalność.
W 2010 r. bezskutecznie ubiegał się o mandat radnego sejmiku województwa warmińsko-mazurskiego z list Platformy Obywatelskiej.
Od listopada 2012 roku jest zastępcą dyrektora Suwalskiego Ośrodka Kultury w Suwałkach.
W lutym 2017 roku decyzją Literackiej Komisji Kwalifikacyjnej przyjęty w poczet członków Związku Polskich Autorów i Kompozytorów ZAKR.
Laureat nagród:
- Wojewody Suwalskiego za odwagę w myśleniu i działaniu (1984)
- Wawrzyn tygodnika społeczno-kulturalnego Radar (1984)
- Animatora Kultury przyznaną przez Ministra Kultury i Sztuki (2000)
- Odznaczony medalem Gloria Artis - zasłużony dla kultury (2007)

Ma na swoim koncie płyty i kasety:
- Ballady Edwarda Stachury śpiewa Marek Gałązka (MC 1985)
- Po Drodze Marek Gałązka śpiewa piosenki Stachury (MC 1988)
- Po Drodze (MC 1989)
- Po Drodze Olecko (MC 1994)
- Po Drodze Złota Płyta (CD 1999)
- Marek Gałązka (CD 1999)
- Marek Gałązka i grupa Po Drodze (CD 2000)
- 21” (CD 2002)
- Po Drodze Przystanek Olecko (CD 2003)
- Piosenki Edwarda Stachury śpiewa Marek Gałązka (CD 2006)
- Tu stacja Sopot” Marek Gałązka (CD 2006)
- Autorsong” Marek Gałązka (CD 2012 Wyd. SOLITON)
- Pistolet w dłoni ojca Marek Gałązka & Zespół (CD 2017 Wyd. Fundacja Marka Gałązki Po drodze)